# 7691 Brady
7691 Brady è un asteroide della fascia principale. Scoperto nel 1977, presenta un'orbita caratterizzata da un semiasse maggiore pari a 2,3707465 UA e da un'eccentricità di 0,1945542, inclinata di 3,28636° rispetto all'eclittica.